# Quốc lộ 4 (Đài Loan)
Quốc lộ 4 là một đường cao tốc ở Đài Loan, với điểm bắt đầu tại Thanh Thủy, Đài Trung trên Tỉnh lộ 17 và kết thúc tại Phong Nguyên trên Tỉnh lộ 3.

## Độ dài
Tổng độ dài tuyến là 17,8 km (11,06 miles).

## Làn
Số làn cho mỗi hướng như bên dưới.
- 3 làn:
  - Thanh Thủy - Phong Nguyên